# Смаровоз Олеся Володимирівна
Олеся Володимирівна Смаровоз (11 січня 1971, Бєльці, Молдавська РСР) — українська художниця. Працює у жанрах ДПМ та проектування.

## Біографічна довідка
Закінчила художнє училище імені І. Рєпіна у м. Кишинів за фахом декоратор.
Член Вінницької обласної організації Національної спілки художників України з 2006 року.